# Хитч
„Хитч“ (на английски: Hitch) е американска романтична комедия от 2005 г. на режисьора Анди Тенант, а сценарият е на Кевин Биш. Във филма участват Уил Смит, Ева Мендес, Кевин Джеймс, Амбър Валета, Майкъл Рапапорт и Адам Аркин. Премиерата на филма се състои в Съединените щати на 11 февруари 2005 г. и беше хит в бокс-офиса, който печели 371,6 млн. щ.д. в световен мащаб.